# Pegomya vittigera
Pegomya vittigera es una especie de díptero del género Pegomya, tribu Pegomyini, familia Anthomyiidae. Fue descrita científicamente por Zetterstedt en 1838.
Se distribuye por el norte y centro de Europa desde Gran Bretaña hasta el norte de Italia. En el macho, las alas pueden alcanzar los 6,4 milímetros de longitud.